# Мартош, Флора
Фло́ра Ма́ртош (венг. Flóra Martos; 28 сентября 1897, Будапешт — 30 декабря 1938, Прага) — венгерская коммунистка, председатель венгерской Красной помощи.

## Биография
В 1918 году вступила в Социал-демократическую партию Венгрии (MSZDP). Принадлежала к левому крылу партии. Во время существования Венгерской советской республики работала в Фонде поддержки детей.
После падения Советской республики занималась поддержкой интернированных, узников концлагерей, оказала помощь в создании и реорганизации Венгерской ассоциации работников частного сектора.
Поддерживала контакты с подпольным коммунистическим движением в стране.
Флора Мартош была одним из основателей МОПРа в Венгрии, которую она позже возглавляла.
Будучи дипломированным химиком, работала в лабораториях Shell Oil Company в Будапеште.
С 1927 году — член запрещённой венгерской коммунистической партии (KMP). В 1930 — была арестована. После восьми месяцев, проведенных в тюрьме, в мае 1931 выпущена на свободу, однако, позже, вновь арестована.
Умерла в 1938 году в одном из санаториев Праги от тяжелой болезни, возникшей после тюремного заключения.